# نظام مراقبة التصدير متعدد الأطراف
نظام مراقبة التصدير متعدد الأطراف (MECR) عبارة عن هيئة دولية تتبعها الدول لتنظيم أنظمة مراقبة التصدير الوطنية لديها. للحصول على رسم بياني للعضوية الوطنية في مختلف أنظمة مراقبة التصدير متعددة الأطراف، راجع الكتاب السنوي لمعهد ستوكهولم الدولي لأبحاث السلام فصل "ضوابط النقل"
يوجد حاليًا أربعة من هذه الأنظمة، وهي: -
- اتفاق واسينار بشأن ضوابط التصدير على الأسلحة التقليدية والتقنيات والبضائع ذات الاستخدام المزدوج.
- مجموعة موردي المواد النووية (NSG)، لمراقبة التقنيات النووية.
- مجموعة أستراليا (AG) لمراقبة التقنيات الكيميائية والبيولوجية التي يُمكن استخدامها في الأسلحة.
- نظام مراقبة تكنولوجيا القذائف لمراقبة الصواريخ وغيرها من المركبات الجوية الأخرى القادرة على حمل أسلحة الدمار الشامل.

## وصلات خارجية
- Wassenaar Arrangement
- Nuclear Suppliers Group
- Australia Group
- Missile Technology Control Regime